# Santiago Laollaga
Santiago Laollaga pertenece al Municipio de Santiago Laollaga (Estado de Oaxaca). Cuenta con 2821 habitantes y está a 111 metros de altura. Dentro de todos los pueblos del municipio, ocupa el número 1 en cuanto a número de habitantes.
Laollaga proviene de Lahuiyaga significando "En medio de la arboleda"; etimología: lahui "en medio, entre"; yaga "palo".

## Historia
La localidad de Santiago Laollaga (Oaxaca) fue fundada en el año 1300.
- 1300: Fundación del pueblo de Laollaga.
- 1815: Construcción del templo católico.
- 1825: Santiago Lahuajoba pertenece al partido de Tehuantepec.
- 1826: Santiago Laoyaga pertenece al partido de la Villa de Tehuantepec.
- 1844: Santiago Laollaga poblado de la parroquia de Tehuantepec, fracción de Tehuantepec, distrito de Tehuantepec.
- 1858: Santiago Laollaga pertenece al distrito de Tehuantepec.
- 1869: Construcción de la cárcel y casa municipal.
- 1891: Santiago Laollaga es agencia municipal del distrito de Tehuantepec.